# 石垣博美
石垣 博美（いしがき ひろみ、1923年2月10日 - 2013年7月6日）は、日本の経済学者。北海道大学名誉教授。専門は国際経済学。経済学博士。

## 経歴
北海道に生まれる。1948年東京帝国大学経済学部卒業。同年、北海道大学法文学部助手。後に、北海道大学法経学部助手。1952年北海道大学法経学部助教授。1953年北海道大学経済学部助教授。1968年北海道大学経済学部教授。1973年北海道大学評議員に就任。1980年北海道大学経済学部長に就任。1981年文部省大学国際交流調査研究プロジェグト委員会委員。1984年大学基準協会国際交流委員会委員。1986年3月北海道大学停年退官。同名誉教授。北星学園大学経済学部教授。1990年一般社団法人北海道未来総合研究所2代理事長に就任（〜2002年）。1993年北星学園大学退職。1998年、勲二等瑞宝章受章。

## 業績
- ルドルフ・ヒルファーディング著、玉野井芳郎と共訳『マルクス経済学研究 マルクス経済学前史 ベーム・バウェルク批判』（法政大学出版局、1955年）
- 鈴木重吉、小川晃一、大山綱夫、司馬正次と共著『綜合講義アメリカ』（木鐸社、1982年）
- 小川晃一と共著『アメリカ人のヨーロッパ像』（木鐸社、1982年）
- ボルトキェヴィツ著、上野昌美と共訳『転形論アンソロジー』（法政大学出版局、1982年）